# Aéroport d'Araxá
L'aéroport d'Araxá aussi appelée aéroport Romeu Zema (code IATA : AAX • code OACI : SBAX) est l'aéroport desservant Araxá au Brésil. Il est nommé d'après Romeu Zema, un entrepreneur local.

## Compagnies aériennes et destinations
| Compagnies              | Destinations                                 |
| ----------------------- | -------------------------------------------- |
| Azul Brazilian Airlines | Belo Horizonte, São Paulo/Guarulhos, Uberaba |

Actualisé le 05/01/2024

## Accès
L'aéroport est situé à 4 km du centre-ville d'Araxá.